# Scandolara Ripa d'Oglio
Scandolara Ripa d'Oglio é uma comuna italiana da região da Lombardia, província de Cremona, com cerca de 636 habitantes. Estende-se por uma área de 5 km², tendo uma densidade populacional de 127 hab/km². Faz fronteira com Alfianello (BS), Corte de' Frati, Gabbioneta-Binanuova, Grontardo, Seniga (BS).

## Demografia
| Variação demográfica do município entre 1861 e 2011                               |
|                                                                                   |
| Fonte: Istituto Nazionale di Statistica (ISTAT) - Elaboração gráfica da Wikipedia |